# باویل سفلی

باویل سفلی یکی از روستاهای استان آذربایجان شرقی است که در دهستان باویل بخش مرکزی شهرستان اسکو واقع شده‌است.